# Отчаянные домохозяйки (сезон 7)
«Отчаянные домохозяйки» (англ. Desperate Housewives) — американская телевизионная трагикомедия, повествующая о жизни нескольких подруг из фешенебельного пригорода. Сериал, производством которого занимается «ABC Studios», стартовал в США в 2004 году. 

## Сюжет
Бри рассказывает Габи о том, что это Эндрю сбил мать Карлоса несколько лет назад. Линетт и Том сталкиваются с новыми проблемами после появления в семье пятого ребёнка. Сьюзан и Майк вынуждены уехать с Вистериа Лейн, сдав свой уютный домик. Кроме того, на Вистериа Лейн возвращается Пол Янг — у мужчины свои планы насчёт жителей улочки.
На Вистериа Лейн поселяется новая домохозяйка. Кроме того, две семьи узнают, что воспитывали чужих детей.

## Приглашённые актёры
- Марк Мозес — Пол Янг
- Ванесса Уильямс — Рене Перри
- Эмили Бергл — Бет Янг
- Орсон Бин — Рой Бендер
- Брайан Остин Грин — Кит Уотсон
- Гарриэт Сэнсом Гаррис — Фелиция Тиллман
- Лэйни Казан — Максин Розен
- Джон Шнайдер — Ричард Уостон
- Нэнси Трэвис — Мэри Уотсон
- Лоис Смит — Эллисон Скаво
- Полли Берген — Стелла Уингфилд
- Лесли Энн Уоррен — Софи Бреммер
- Валери Харпер — Клэр Бреммер

## Эпизоды
| № общий | № в сезоне | Название                                                                          | Режиссёр         | Автор сценария                    | Дата премьеры    | Зрители в США (млн) |
| --- | ---------- | --------------------------------------------------------------------------------- | ---------------- | --------------------------------- | ---------------- | ------------------- |
| 135 | 1          | «Remember Paul?» «Помните Пола?»                                                  | Дэвид Гроссман   | Марк Черри                        | 26 сентября 2010 | 13,06               |
| Предыстория освобождения Пола Янга из тюрьмы: в женщине, превысившей скорость и арестованной за это, полиция признаёт Фелицию Тилман. За фальсификацию своей смерти с целью засадить за решётку Пола Янга она сама попадает туда на два года. В разговоре с сокамерницей она сообщает, что «в течение 6 месяцев он умрёт», благодаря тому что «у него на Вистериа Лейн нет друзей, а у неё есть». Поначалу Пола Янга принимают прохладно, однако своим новым старым соседям он рассказывает причину досрочного освобождения. К Линетт нежданно наведывается её подруга детства и богачка Рене Перри. Мало того что они обмениваются шуточками на грани фола, что первую очень возмущает, так Рене ещё временно останавливается в доме Скаво. Бри узнаёт, что ушедший от неё Орсон крутит роман со своей массажисткой, и решает вымести свою злость на обоих, после чего решает сделать ремонт и обращает своё внимание на сексуального подрядчика Кита. Чтобы оплатить возникшие задолженности, Сьюзан принимает предложение домоправительницы, владеющей интернет-сайтом для богатых и озабоченных, и в тайне от мужа перед веб-камерой устраивает генеральные уборки квартиры в откровенной одежде. Габриэль узнаёт от Бри, что Эндрю сбил мать Карлоса, сам Карлос от работника роддома узнаёт, что Хуанита не их собственная дочь, а перепутанная медсестрой с другим младенцем. Оба супруга держат в тайне друг от друга информацию, которую узнали.                                                                                        |            |                                                                                   |                  |                                   |                  |                     |
| 136 | 2          | «You Must Meet My Wife» «Знакомьтесь, моя жена»                                   | Ларри Шоу        | Дэвид Флэботт                     | 3 октября 2010   | 13,23               |
| Бри понимает, что её отношения с Китом больше чем отношения нанимательницы и работника. Боясь возможного продолжения, она сначала увольняет его, но затем снова принимает на работу. Максин даёт Сьюзан урок эротической уборки. Майер удаётся погасить некоторые из долгов своего мужа. Том заявляет, что врач поставил ему диагноз «послеродовая депрессия», но Линетт высмеивает его. Рене вступается за мужчину, что вызывает новый спор с бывшей одноклассницей. Вскоре Линетт понимает, что была не права, а Рене объявляет о скором переезде в бывший дом Иди, который она сняла. К Полу Янгу приезжает его жена Бет. Он пытается добиться от неё занятий любовью, однако та в ответ проговаривается, что «не ожидала его выхода из тюрьмы» и писала ему письма о сексуальных потехах, не думая о их воплощении в жизнь. Бри случайно сбивает Хуаниту, девочка отделывается лёгкими травмами. Карлос рассказывает Габриэль правду о их детях. |            |                                                                                   |                  |                                   |                  |                     |
| 137 | 3          | «Truly Content» «По-настоящему спокоен»                                           | Тара Николь Вейр | Мэтт Берри                        | 10 октября 2010  | 12,38               |
| В качестве лекарства от депрессии знакомый врач Линетт выписывает Тому марихуану. Узнав об этом, она подсыпает в упаковку с «лекарством» орегано. Том поначалу не понимает это и все равно продолжает ловить кайф. Однако вскоре раскрывается правда, и Том понимает, что может обойтись и без препаратов. Отношения между Рене и Бри накаляются из-за внимания обеих женщин к личности Кита. Сьюзан, Габи, Бри, Линетт и Рене приглашают Бет на покер, где безуспешно пытаются выведать секреты её мужа. На вопрос, почему же к Полу относятся так прохладно, Карен Маккласки объясняет, что его считают виновным в убийстве Марты Хьюбер. Карлос и Габриэль подписывают документы, согласно которым они не имеют претензий к больнице, а её руководство отказывается от поисков настоящих родителей Хуаниты. Однако Габи не может жить с мыслью, что каждая восьмилетняя латиноамериканская девочка может оказаться её дочерью, поэтому она просит Боба помочь ей в поисках. Частному детективу, нанятому Бобом, удаётся отыскать эту семью. Сьюзан делает огромные успехи на своей новой работе и получает бонусные чеки, которые позволяют ей сходить в дорогой ресторан и побаловать себя шёлковым платьем. Но её коллега Стейси Штраусс, утратившая статус самой высокооплачиваемой девушки сайта Максин, считает, что Сьюзан крадёт у неё идеи телодвижений. Однако после небольшой драки обе женщины мирятся, и Сьюзан даже сопереживает Стейси из-за того, что та не может выйти из бизнеса уже 7 лет.                                  |            |                                                                                   |                  |                                   |                  |                     |
| 138 | 4          | «The Thing That Counts is What's Inside» «Главное - что внутри»                   | Дэвид Гроссман   | Джейсон Ганзел                    | 17 октября 2010  | 12,67               |
| Пол Янг официально приобретает свой бывший дом, в котором когда-то жил с Мэри-Элис. Он делает предложение Карен Маккласки купить и её дом, но она в грубой форме отказывается. Карлос и Габи знакомятся со своей настоящей дочерью Грейс и супругами, воспитывающими её в данным момент. Габи при любой возможности пытается показать девочке мир богатства, что не одобряют её родители. Сьюзан узнаёт от Максин, что сайт претерпевает изменения и выходит на новый уровень — на улице будет вывешена реклама. Чтобы не допустить развешивания своих откровенных фотографий по городу, Сьюзан вынуждена отдать 9 000 долларов. Тем не менее кто-то неизвестный крадёт несколько плакатов. Линетт не замечает, как Пенни становится фактически нянькой для Пейдж. Девочка даже была вынуждена взять ребёнка с собой в школу, чтобы не оставить его без присмотра. Поняв, насколько далеко зашла ситуация, Линетт решает нанять настоящую няню. У Рене и Бри проходит очередной раунд споров: Рене покупает билеты на самолёт для Даниэль и её сына, дабы показать, насколько Бри стара, а та в ответ использует против соперницы её давний страх перед карликами. В итоге обе женщины примиряются. |            |                                                                                   |                  |                                   |                  |                     |
| 139 | 5          | «Let Me Entertain You» «Позвольте вас развлечь»                                   | Лорри Прайс      | Сара Париотт, Джосанн МакГиббон   | 24 октября 2010  | 12,16               |
| Максин увольняет Сьюзан, поскольку та отказала самому прибыльному клиенту показать свою грудь. Майк пытается выяснить у жены, почему с их счёта было снято 9 тыс. долларов; как раз зашедшая в их дом Линетт покрывает подругу и заявляет, что это кредит для семьи Скаво. Сьюзан вынуждена рассказать Линетт правду. У Кита и Бри начинается бурный роман. Однако у женщины не хватает сил, чтобы удовлетворять своего любовника по 6 часов в день, и поэтому она решает завалить его работой. Рене приглашает Габи отметить развод со своим мужем Дагом и рассказывает, что переспала с его адвокатом, чтобы получить больше денег. Габи в свою очередь признаётся, что над её носом поработал пластический хирург. Вскоре Даг приезжает к Рене и извиняется за измены. Она прощает его, но Габи говорит, что так нельзя, и тогда Рене выдаёт «носовой» секрет Габи. Габи в свою очередь сообщает Дагу, что Рене изменяла ему. В итоге Рене ломает Габи нос. Обе женщины извиняются друг перед другом за то, что лезли в чужую жизнь. Том предлагает своей матери Эллисон пожить у них и помочь по дому. Она с удовольствием соглашается, но начинает делать замечания Линетт, относительно того, какая она хозяйка. Линетт обижает её, но в итоге женщины мирятся. Однако, как вскоре выясняется, у Эллисон большие проблемы с памятью. Максин предлагает Сьюзан вернутся на работу. Пол Янг хочет купить дом Сьюзан на Вистериа Лейн. Когда та отказывает ему, он начинает её шантажировать, обещая рассказать людям о способе её заработка. |            |                                                                                   |                  |                                   |                  |                     |
| 140 | 6          | «Excited and Scared» «Страшно и интересно»                                        | Джеф Гринстейн   | Джеф Гринстейн                    | 31 октября 2010  | 11,10               |
| На Вистериа Лейн празднуют Хеллоуин. Пол Янг, переживающий, что его жена по-прежнему отказывается заниматься сексом, по совету врача начинает за ней ухаживать, однако это не приносит результатов, и он даёт Бет неделю на то, чтобы съехать. Хуанита злится из-за того, что Габи начинает уделять слишком много внимания Грейс. Бри узнаёт, что Кит был судим, но вскоре оказывается, что это было после случая, когда он был вынужден в драке защищать честь своей девушки. К своему большому удивлению она также выясняет, что он живёт с соседкой по квартире, с которой, правда, у него нет никаких отношений. Линетт пытается убедить Тома, что его мать страдает старческим слабоумием, однако тот поначалу не хочет верить. Тем не менее после того, как во время Хеллоуина женщина теряется и её находят возле дома Солисов, Том понимает: жена была права. Старушку отправляют в пансионат. Сьюзан рассказывает Майку о своей интернет-работе и об угрозах Янга и даёт Полу 60 дней, чтобы освободить их дом. В ответ Пол пускает слух об эротическом занятии Сьюзан, и ту увольняют с работы. Обозлённая Сьюзан врывается к Янгам и чуть не избивает Пола дубинкой, однако за него вступается Бет. Чтобы выручить семью из долговой ямы, Майк вынужден отправиться на заработки на Аляску. |            |                                                                                   |                  |                                   |                  |                     |
| 141 | 7          | «A Humiliating Business» «Унижение»                                               | Ларри Шоу        | Марко Пеннетт                     | 7 ноября 2010    | 12,72               |
| Бри начинает ощущать приближение менопаузы. Кит приглашает её на встречу со своими родителями, где она, к своему глубокому удивлению, узнаёт в его матери гинеколога, который её консультировал. Кит даёт понять, что менопауза не повлияет на развитие их отношений. Сьюзан радуется предложению работы, поступившем от Линетт и Рене, открывших свой бизнес по разработке дизайна, но неприятно удивляется, когда узнаёт: речь идёт о подработке нянечкой Пейдж. Тем не менее из-за своих долгов она вынуждена согласиться с такой работой. Из-за того что её муж в последнее время слишком много времени проводит с Бобом, Габриэль начинает подозревать, что тот хочет совратить Карлоса. Чтобы не допустить этого, она сводит Боба с Ли, таким образом снова налаживая отношения между двумя мужчинами после 4 месяцев разлуки. Пол Янг нанимает своего бывшего сокамерника для некой работы в доме, где он когда-то жил с Мэри-Элис. Бет путём шантажа узнаёт от освободившегося зека планы Пола и рассказывает о них своей матери, которой, как оказывается, является Филиция Тилман. |            |                                                                                   |                  |                                   |                  |                     |
| 142 | 8          | «Sorry Grateful» «Благодарность с грустью»                                        | Дэвид Гроссман   | Анни Вейсман                      | 14 ноября 2010   | 11,92               |
| На Вистериа Лейн празднуют День благодарения. Полиция арестовывает Гектора, подозревая его в нелегальном проживании в США. Карлос и Габриэль нанимают Боба в качестве адвоката для помощи семьи Грейс, но боятся, что те покинут страну и они никогда друг друга больше не увидят. Сьюзан возмущает отношение Линетт к Пейдж и её нежелание убаюкивать малышку — вместо этого женщина просто дожидается пока ребёнок сам заснёт, пусть даже для этого девочке придётся полчаса плакать. Линетт решает пересмотреть свой подход к этому делу. Бри приглашает семью Кита на праздничный ужин, однако его мать и отец ссорятся и объявляют о скором разводе. Бри начинает замечать, что отец Кита ей симпатизирует. Бет в очередной раз навещает мать в тюрьме — та требует от девушки бросить Пола, однако Бет своим поведением даёт понять, что не собирается этого делать и более того не считает, что он убил Марту Хьюбер. |            |                                                                                   |                  |                                   |                  |                     |
| 143 | 9          | «Pleasant Little Kingdom» «Маленькое уютное царство»                              | Арлин Сенфорд    | Дейв Флеботт                      | 5 декабря 2010   | 11,36               |
| Том переживает из-за того, что его жена в разговоре с подругами никогда не упоминает о нём в положительном свете. Линетт объясняет это тем, что на него и так все равняются, в то время как о ней самой никто так не отзывался. Кармен вместе с Грейс вынуждены покинуть США и отправиться вслед за экстрадированным Гектором в Мексику. Кит приглашает Бри на свидание, на котором собирается сделать ей предложение, однако появление в ресторане отца первого и подруги второй срывают эти планы. Рене в состоянии алкогольного опьянения рассказывает Сьюзан, что Том, с которым она знакома более 20 лет, является любовью всей её жизни. Пол сообщает жителям Вистериа Лейн о намерении создать на улице исправительный центр для преступников. Жители, дабы не дать ему шанс на подобное, созывают собрание с намерением большинством голосов владельцев домов запретить строительство. Однако на встрече Янг заявляет, что благодаря скупке домов ему до большинства остаётся всего один голос и делает жителям предложение продать свои дома. |            |                                                                                   |                  |                                   |                  |                     |
| 144 | 10         | «Down the Block There's a Riot» «Бунт в конце квартала»                           | Ларри Шоу        | Марк Черри                        | 12 декабря 2010  | 11,60               |
| По совету Линетт, дабы успокоить себя, Габриэль пишет письмо, адресованное Грейс, но не с целью его отправления. Хуанита находит его и узнаёт правду о своём рождении. Сьюзан рассказывает Тому об услышанном от Рене, и тот предлагает Перри покинуть Вистериа Лейн. Бри отвергает очередное предложение Кита пожениться. Между ними происходит ссора. Отец Кита пытается домогаться до женщины, Кит, узнав об этом, избивает его. Обманным путём Пол вынуждает Ли продать свой дом и таким образом получает большинство при голосовании за открытие центра. По последнему случаю на мероприятие приезжает мэр города, и люди устраивают массовый пикет против — однако всё быстро перерастает в бесспорядки. Пол, довольный разладом отношений между соседями, выходит вечером на прогулку и в него стреляет неизвестный. |            |                                                                                   |                  |                                   |                  |                     |
| 145 | 11         | «Assassins» «Убийцы»                                                              | Дэвид Варрен     | Джон Пол Буллок III               | 2 января 2011    | 12,19               |
| По совету психолога Габриэль и Карлос вынуждены избавляться обо всех упоминания о Грейс, в том числе её фотографий, дабы дать почувствовать Хуаните, что именно она самая важная для них. Рене рассказывает Линетт о том, что 20 лет назад спала с её нынешним мужем. Линетт решает замять это дело и не говорить об измене с Томом. Орсон возвращается к Бри, утверждая, что его бросила жена, однако выясняется, что на самом деле он её бросил из-за оставшейся любви к Бри. Женщина позволяет бывшему мужу временно остаться в доме, куда к этому времени уже переехал Кит. Из-за травм, полученных на митинге, Сьюзан лишается одной почки, при том, что вторая у неё деформирована. Женщина ожидает донорской почки. Дабы поддержать жену в город возвращается Майк. Выясняется, что он вёл переговоры с Фелицией по поводу Пола, но в итоге отказался помогать ей. Сам Пол узнаёт от следователей, что Бет является дочерью Фелиции, но отказывается верить, что жена имеет отношение к покушению. |            |                                                                                   |                  |                                   |                  |                     |
| 146 | 12         | «Where Do I Belong?» «Потерянные»                                                 | Дэвид Гроссман   | Дэвид Шладвейлер                  | 9 января 2011    | 12,83               |
| Линетт начинает тайно (портя еду или раскручивая кресло) мстить мужу за его давнюю измену. Оба супруга решают выяснить отношение и в итоге примиряются. Ли и Боб объявляют о грядущем усыновлении девочки из приюта; Габриэль продолжает переживать из-за отъезда Грейс. Сьюзан выписывают из больницы; её дочь и мать приезжают навестить женщину, выясняется, что у последней выявлен рак груди. Бетт ссорится с соседками-домохозяйками на встрече, устроенной Бри. После долгого отсутствия в сюжете появляется Зак Янг — он инкогнито доставляет цветы для Бри. |            |                                                                                   |                  |                                   |                  |                     |
| 147 | 13         | «I'm Still Here» «Я все еще здесь»                                                | Лонни Прайс      | Джосанн МакГиббон и Сара Парриотт | 16 января 2011   | 10,25               |
| Бри узнаёт, что у бывшей девушки Кита есть шестилетний сын, о котором тот не знает, однако не решается ему об этом сказать. Мать Линетт, вопреки протестам той, выходит замуж из-за денег: в качестве жениха выступает старый хамоватый и самодовольный богач со слабым сердцем Фрэнк. Сьюзан пытается подружиться с хмурым мужчиной, так же как и она проходящем процедуры гемодиализа, но ждущем почку донора уже 4 года. Пол узнаёт найденный пистолет, из которого в него стреляли, — им оказывается оружие, из которого застрелилась Мэри Элис, и понимает, что с покушением на его жизнь как-то связан его сын Зак. У Габриэль начинаются серьёзные психологические проблемы — с куклой, купленной ранее, и напоминающей ей Грейс, она начинает даже ходить в гости. Это вызывает беспокойство и у Карлоса. У пары, в результате вооружённого нападения, угоняют автомобиль, в котором остаётся кукла, из-за чего у Габриэль начинается истерика. |            |                                                                                   |                  |                                   |                  |                     |
| 148 | 14         | «Flashback» «Навязчивые воспоминания»                                             | Эндрю Дёрфер     | Мэтт Берри                        | 13 февраля 2011  | 9,20                |
| Фрэнк вскоре после свадьбы умирает и его многомиллионное состояние достаётся матери Линетт. Бывший одноклассник Сьюзан, влюблённый в неё до фанатизма, предлагает той свою почку, однако поняв, что у женщины есть своя семья и он не сможет стать близким для неё, отменяет своё решение. Бри решается рассказать Киту о том, что у него есть сын. Габриэль начинает посещать психолога, дабы та помогла ей избавиться от «кукольной зависимости». По словам Габриэль в детстве до неё домогался её отчим, и теперь она выражает заботу о детях (чего в отношении неё и не было) в заботе о куклах. Майк, нашедший растратившего свои деньги и ставшего наркоманом Зака, узнаёт, что именно тот стрелял в Пола. В следующий раз уже Майк и Пол, как люди, заботившиеся о нём в детстве, навещают Зака дабы помочь ему выбраться из тяжёлой жизненной ситуации. |            |                                                                                   |                  |                                   |                  |                     |
| 149 | 15         | «Farewell Letter» «Прощальное письмо»                                             | Дэвид Гроссман   | Марко Пенетт                      | 20 февраля 2011  | 10,58               |
| По совету психолога Габриэль отправляется в родной город чтобы высказать на могиле отчима всё, что думает о его домогательствах. Однако выясняется, что в самом городе девушка является кумиром, чьи портреты висят в каждой забегаловке. Габриэль встречает монахиню, которой в детстве пожаловалась на отчима, но которая ничего не стала предпринимать и высказывает ей свою обиду. Бри и Кит, из-за ребёнка последнего, решают расстаться. Зака помещают в клинику для излечения от зависимости. Пол выгоняет Бет из дома, поскольку та не рассказала ему о своей матери. Сьюзан начинает злоупотреблять своим положением больной (везде просит уступить ей место и т. п.), но однажды в ресторане, куда также пыталась попасть вне очереди, теряет сознание. Линетт решает, что её старшие сыновья выросли и просит их подыскать своё жильё. |            |                                                                                   |                  |                                   |                  |                     |
| 150 | 16         | «Searching» «В поиске»                                                            | Ларри Шоу        | Джефф Гристейн                    | 6 марта 2011     | 11,35               |
| Старшая дочь Габриэль и приёмная дочь Ли выступают на школьном фестивале талантов. Оба родителя пытаются понять, чей способ воспитания более эффективен. Сьюзан, переживая из-за своей болезни, решает съездить на пикник и отметить годовщину свадьбы задолго до самой даты. Однако пару в этот день постоянно преследуют неудачи. Рене высказывает желание завести своих детей; Линетт в качестве «испытания» доверяет женщине на некоторое время Пейдж. Бри решает организовать вечеринку для соседей, на которой просит их сдать анализ крови для выяснения возможности отдать почку Сьюзан. Выясняется, что приемлемыми донорами могут быть сама Бри и Бет. Бет, от которой отвернулись и Пол и её мать, стреляет себе в голову, предварительно оставив документы, подтверждающие, что она отдаёт свою почку. |            |                                                                                   |                  |                                   |                  |                     |
| 151 | 17         | «Everything's Different, Nothing's Changed» «Все по-новому, ничего не изменилось» | Дэвид Уаррен     | Анни Вейсман                      | 3 апреля 2011    | 9,05                |
| Пол поначалу выступает против пересадки почки Бэт Сьюзан, однако в итоге соглашается на это. Рене устраивает вечеринку, но из-за происшествия никто из «отчаянных домохозяек», кроме Габриэль не приходит, считая организацию мероприятия в такой ситуации неправильным. Эндрю начинает пить и по настоянию Бри он начинает посещать собрания общества анонимных алкоголиков; из-за пристрастия бойфренда его покидает Алекс. Конкурент Карлоса предлагает Тому должность финансового директора, однако Том поначалу отказывается от этой идеи, считая недопустимым предавать Карлоса. Однако Линетт на время арендует дорогой автомобиль, предлагая мужу ощутить то, что его ждёт на новой работе, и он соглашается. Комиссия по досрочному освобождению решает выпустить из тюрьмы Фелицию Тилман. |            |                                                                                   |                  |                                   |                  |                     |
| 152 | 18         | «Moments in the Woods» «Сцены в лесу»                                             | Дэвид Гроссман   | Джон Пол Буллок III               | 17 апреля 2011   | 9,11                |
| Умирает друг Сьюзан, так и не дождавшийся почки. Женщина понимает, что ей, в отличие от окружающих, в последнее время много везёт. По его предсмертному пожеланию друга она отправляется в казино, где выигрывает много денег. В качестве бонуса Тому на новой работе дают 100000 долларов. В то же время Линетт беспокоится из-за того, что её муж всё больше времени проводит на новой работе. Карлос узнаёт, что его мать была сбита Эндрю. Он прощает Эндрю, но не прощает Бри, поскольку та покрывала сына долгие годы. Также он запрещает Габриэль отныне разговаривать с Бри. Фелиция по завещанию дочери получает дом на Вистериа Лейн. Она всячески пытается раздражать Пола: она даже развеивает прах Бет (хотя на самом деле это был обычный каминный пепел). |            |                                                                                   |                  |                                   |                  |                     |
| 153 | 19         | «The Lies Ill-Concealed» «Плохо скрытая ложь»                                     | Ларри Шоу        | Дэвид Шладвейлер                  | 24 апреля 2011   | 10,15               |
| Том вместе с Линетт отправляются на важную конференцию. Линетт, недовольная статусом «жены важного человека» устраивает скандал, ставя мужа в нелёгкое положение. Сьюзан начинают сниться эротические сны с участием Пола. Она воспринимает это как сигнал и начинает помогать Янгу, впавшему в депрессию после смерти жены. В то же время Фелиция настраивает против Пола Карен, которая, как оказывается, была с самого начала в курсе того, что Тилман подставила Янга. Бри и Габриэль начинают тайные встречи, но о них узнаёт Карлос. Тогда он ставит жене ультиматум: либо он превыше всего, либо подруги. Габриэль вместе с детьми на время переезжает к Бри. |            |                                                                                   |                  |                                   |                  |                     |
| 154 | 20         | «I'll Swallow Poison on Sunday» «Приму яд в воскресенье»                          | Дэвид Уоррен     | Джейсон Гензел                    | 1 мая 2011       | 9,44                |
| Дети Габриэль настолько начинают хулиганить, что Бри решает их перевоспитать. В то же время Карлос рассказывает дочерям о том, что Бри связана со смертью его матери, и девочки начинают бояться женщину, и даже начинают считать, что та пытается их убить. По их вызову приезжает полицейский Чак, и выясняется, что тревога была ложной. Однако после этого Карлос принимает решение забрать девочек в свой дом, и Габриэль ничего не остаётся кроме как вернуться в дом мужа. Рене и Линетт создают дизайн для офиса Тома. Все жители Вистериа Лейн узнают о том, что Фелиция освобождена. Тилман начинает тайно подмешивать в еду, приготовляемую Сьюзан для Пола, яд. Со временем Пол начинает чувствовать себя плохо и однажды вечером падает без сознания. |            |                                                                                   |                  |                                   |                  |                     |
| 155 | 21         | «Then I Really Got Scared» «И тогда мне стало страшно»                            | Ларри Шоу        | Валери А. Бротски                 | 8 мая 2011       | 10,00               |
| Сьюзан пытается вернуться в школу, из которой её ранее уволили. Пол отправляется в больницу, где у него диагностируют возможное отравление. По его заказу проводится экспертиза еды, которую принесла Сьюзан, и там находят антифриз. Женщину арестовывают. В семье Скаво происходит конфликт по поводу того, где стоит проводить отдых — на Гавайях (как того хотел Том) или в турпоходе (как хотела Линетт. Супруги решают временно «отдохнуть» друг от друга. Габриэль вместе с Хуанитой смотрит фильм ужасов, после чего девочке начинает казаться, что её преследует маньяк. Мать и дочь проводят ночь в одной палатке перед домом, чтобы у Хуаниты пропали страхи, и она поняла, что никого опасного там нет. Бри и Чак проводят неудачное первое свидание, на котором оказывается, что они подготовили досье друг на друга, но решают продолжить встречи. |            |                                                                                   |                  |                                   |                  |                     |
| 156 | 22         | «And Lots of Security…» «И совсем безопасно…»                                     | Дэвид Гроссман   | Джо Кинан                         | 15 мая 2011      | 10,25               |
| Линетт и Том проводят выходные вдвоём, вдали от детей, но опять ссорятся. Габриэль понимает, что за ней кто-то следит и выясняет, что этим человеком является её отчим, который её когда-то изнасиловал, и которого она давно считала умершим. Женщина записывается на курсы по стрельбе и получает лицензию на ношение оружия. Ли утверждает, что видел Чака в гей-баре и тот сам является геем. Бри решает проверить эту информацию, и выясняется, что Чак работал там под прикрытием, расследуя дело о распространении наркотиков. Майк сообщает Полу, о том, что Фелиция некогда предлагала ему 10000 долларов за убийство Янга. Узнав, что Фелиция в спешке покинула и свой дом, Пол понимает, что Сьюзан ни при чём, и женщину освобождают. Однако вскоре на самом деле не сбежавшая из города Тиллман, оглушив и связав Пола, пытается его убить введением в кровь яда. В то же время к себе домой возвращается Сьюзан, она и освобождает Пола. Тиллман удаётся скрыться, но на следующий день она попадает в автокатастрофу и погибает. Пол решается признаться в убийстве Марты Хьюбер и отбыть за это наказание. |            |                                                                                   |                  |                                   |                  |                     |
| 157 | 23         | «Come on Over for Dinner» «Заходите к нам на ужин»                                | Ларри Шоу        | Боб Дейли                         | 15 мая 2011      | 10,25               |
| Спустя год после начала серьёзных финансовых проблем Сьюзан и Майк возвращаются на Вистериа-Лейн. В честь этого соседи решают устроить т. н. «постепенный ужин», когда гости посещают несколько домов, в которых подаются разные блюда. Линетт и Том окончательно решают расстаться. Бри вместе с Рене решают навестить магазин жены Чака, с которой он находится в бракоразводном процессе, дабы поднять ей настроение и настроить на его скорейшее подписание. Однако всё происходит ровно наоборот, и женщина выставляет новые требования. Во время постепенного ужина в дом Габриэль, куда уже начали собираться гости, врывается её отчим и пытается до неё домогаться. Карлос убивает его сильным ударом подсвечника. В это время в дом Солисов заходят Бри, Линетт и Сьюзан и обнаруживают труп. Впятером они решают во что бы то ни стало сохранить эту тайну и прячут труп до прихода остальных гостей в большом ящике в одной из комнат. |            |                                                                                   |                  |                                   |                  |                     |